# Memorias de un anarquista en prisión
Las Memorias de un anarquista en prisión (Prison Memoirs of an Anarchist), escritas por Alexander Berkman en 1912, son una autobiografía que navega entre el estilo memorialista de El conde de Montecristo y las técnicas de narración cinematográfica características de Sueños de fuga o Cadena perpetua para contarnos su atentado contra un poderosísimo magnate estadounidense y su posterior paso por el sistema carcelario de la época. Berkman, uno de los teóricos del anarquismo más destacados de todos los tiempos y pareja sentimental de la incombustible Emma Goldman, narra sus sufrimientos indecibles y su proceso de aprendizaje en un entorno hostil para el espíritu humano.

## Contenido
La historia comienza cuando, el 23 de julio de 1892, Berkman entra en la oficina del magnate Henry Clay Frick para matarlo. El asesinato sería, en la tradición libertaria, un attentat, una acción política violenta destinada a despertar la conciencia de la clase trabajadora de los Estados Unidos.
Tras ser juzgado y condenado a 22 años de prisión, Berkman tuvo que hacer frente a una realidad que no se compadecía con su ideario anarquista. Sus memorias son, en este sentido, un doloroso proceso de aprendizaje condicionado por las condiciones brutales impuestas por la vida en prisión.

## Otras obras de este autor
The Bolshevik Myth (1925), historia política.
Now and After: The ABC of Communist Anarchism (1929), historia política.